# Tlenek wanadu(II)
Tlenek wanadu(II), VO – nieorganiczny związek chemiczny z grupy tlenków, w którym wanad występuje na II stopniu utlenienia. Należy do związków niestechiometrycznych – jego skład zmienia się od VO
0,8 do VO
1,3.

## Znaczenie w astrofizyce
Występowanie linii spektralnych tlenków metali w widmie gwiazdy jest charakterystyczne dla chłodnych, czerwonych gwiazd. Linie spektralne tlenku wanadu(II) są widoczne dla gwiazd typów widmowych M i L, osiągają maksimum dla typu M9,5 i zanikają dla typu widmowego L4, ze względu na tworzenie stałego tlenku wanadu(II) w temperaturach poniżej 1700–1900 K. Linie VO są wykorzystywane w klasyfikacji widmowej tych gwiazd, dla których następuje wysycenie linii widmowych tlenku tytanu(II), TiO.